# Kurbüsch
Koordinaten: 50° 25′ 50″ N, 7° 17′ 30″ O
Das Naturschutzgebiet Kurbüsch liegt im Landkreis Mayen-Koblenz in Rheinland-Pfalz. Das etwa 49 ha große Gebiet, das im Jahr 2001 unter Naturschutz gestellt wurde, erstreckt sich östlich der Ortsgemeinde Wassenach. Am südlichen Rand des Gebietes verläuft die Landesstraße L 116, westlich verläuft die L 113. Südwestlich liegt der Laacher See. Das Gebiet enthält einen landschaftsprägenden Bestand an alten Buchen und Eichen.